# Râul Criștior
Râul Criștior este un curs de apă afluent al râului Crișul Poienii. 

## Hărți
- Harta munții Bihor-Vlădeasa  Arhivat în 9 iunie 2008, la Wayback Machine.
- Harta munții Apuseni